# Leiodontocercus malleus
Leiodontocercus malleus är en insektsart som beskrevs av David R. Ragge 1962. Leiodontocercus malleus ingår i släktet Leiodontocercus och familjen vårtbitare. Inga underarter finns listade i Catalogue of Life.